# Bihzád
Kamál ud-Dín Bihzád-i Hiraví (کمال‌الدینْ بهزادِ هروی, též transkribován Behzad, mezi 1460 a 1466 – 1535/1536) byl perský malíř narozený na území dnešního Afghánistánu, nejvýznamnější představitel umění perské miniatury. Pracoval na panovnických dvorech a již za života byl uznáván jako přední umělec, který směl používat titul Mistr (Ostád). Jeho dílo lze tematicky rozdělit na čtyři oblasti: 1. knižní ilustrace včetně intelektuálně náročných ilustrací mystické literatury; 2. imaginární scenérie, často na dvou listech; 3. vyobrazení historických událostí; a 4. portréty a scény ze života.
I když je Bihzádův styl značně dekorativní a v zásadě dvojrozměrný, s důrazem na detail, kaligrafii a vyváženou kompozici, vykazuje přesto značný smysl pro prostorovost. Jeho figury jsou pohyblivé a přesně typizované. Stylově odlišné jsou jeho portréty, v nichž se snaží vystihnout individuální osobnost, gestiku a plastičnost a inspiruje se soudobými italskými portrétisty.